# Теллурид празеодима
Теллурид празеодима — бинарное неорганическое соединение
соль празеодима и теллура
с формулой PrTe,
кристаллы.

## Получение
- Сплавление стехиометрических количеств чистых веществ:

{\displaystyle {\mathsf {Pr+Te\ {\xrightarrow {1950^{o}C}}\ PrTe}}}

## Физические свойства
Теллурид празеодима образует кристаллы
кубической сингонии,
пространственная группа F m3m,
параметры ячейки a = 0,6322 нм, Z = 4,
структура типа хлорида натрия NaCl
.
Соединение конгруэнтно плавится при температуре 1950°C.
При давлении 9 ГПа в кристаллах происходит фазовый переход в структуру типа хлорида цезия CsCl .